# Henri Schouteden
Henri Schouteden (9 juli 1881 te Brussel - 15 november 1972 te Brussel) was een Belgische zoöloog, ornitholoog en entomoloog.
In 1905 studeerde Henri Schouteden af als doctor in de Natuurwetenschappen aan de Vrije Universiteit van Brussel. Tot 1910 werkte hij bij het Museum voor Natuurwetenschappen in Brussel, vervolgens aan het Koninklijk Museum voor Midden-Afrika in Tervuren.
In 1911 richtte hij het wetenschappelijke tijdschrift Revue de Zoologie et de Botanique africaine op.
Hij ondernam tussen 1921 tot 1923 wetenschappelijke expedities door Belgisch-Congo door de provincies Mayombe, Équateur, Bas-Congo, Kasaï en vervolgens tussen 1923 en 1926 door provincies in het noorden van Congo: Uele, Ituri, Noord-Kivu, Zuid-Kivu en Katanga. Zodoende breidde hij de zoölogische collecties van het museum aanzienlijk uit.
Vanaf 1927 gaf hij colleges in de zoölogie aan de Koloniale Hogeschool van België in Antwerpen en van 1927 tot 1952 aan het Instituut voor Tropische Geneeskunde.
In 1927 werd hij ook benoemd tot directeur van het Museum van Belgisch-Congo, een functie die hij bekleedde tot 1947.
In 1963 ontving hij de Prix décennal des Sciences zoologiques waarna hij zelf de Schoutedenprijs instelde voor prestaties op het gebied van de systematische dierkunde. Deze prijs wordt toegekend via de Koninklijke Vlaamse Academie van België voor Wetenschappen en Kunsten.
Henri Schouteden beschreef zelf honderden diersoorten, vooral insecten. Naar hem vernoemd zijn de gierzwaluwen uit het geslacht Schoutedenapus.
- Bibliothèque nationale de France: cb10331394j (data)
- Author citation (botany): Schout.
- Gemeinsame Normdatei: 117646024
- International Standard Name Identifier: 0000 0000 8453 7745
- Library of Congress Control Number: no91008276
- Nationale Bibliotheek van Israël: 987007350660305171
- Nederlandse Thesaurus van Auteursnamen: 079645631
- SNAC: w6pr7tkt
- Système universitaire de documentation: 076892573
- Virtual International Authority File: 268955008
- WorldCat: E39PBJdh4p7QjY677CBGJTcdcP